# Десница

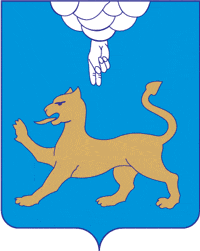
Герб Пскова, включающий в себя изображение Божьей Десницы.

Герб Вятской губернии, включающий в себя изображение Божьей Десницы.

Десни́ца (от ст.-слав. деснъ «правый») — правая рука, прави́ца, правша.
В Толковом словаре живого великорусского языка Владимира Даля указано что Десна́я, десни́ца (ж.) правая рука, правша; противоположность шуя, шуйца. Десно́й десна́я, правый, в (с, на, о) правой руке, стороне. В русском языке слово является архаизмом (как и слово шуйца, шулепа́, шульга́ — левая рука, левица, левша, пакша), и используется как стилистически маркированное слово (номинально, в высоком стиле), а также в некоторых устойчивых словосочетаниях или контекстах, например Победительная десница. Слово Одесну́ю чего, означает — вправо, направо, по правую руку, сторону; противоположность ошую, влеве.

## В произведениях
- В стихотворении «Пророк» А. С. Пушкина:

И он к устам моим приник,

И вырвал грешный мой язык,

И празднословный и лукавый,

И жало мудрыя змеи

В уста замершие мои

Вложил десницею кровавой.
- В статье «Десница и шуйца Льва Толстого» (1875) Н. К. Михайловский[7] отметил десницу (демократизм) и шуйцу (исторический фатализм и недоверие к человеческому разуму) писателя[8].
- В песне «Гром победы, раздавайся!»:Зри, премудрая царица! Зри, великая жена! Что Твой взгляд, Твоя десница Наш закон, душа одна.

## В религии
В православной иконописи десница Божия (правая рука в жесте, изображённом на рисунке справа) — символ покровительства праведникам. Благословляющая десница святых, изображённых на иконах, имеет сакральный характер. Пальцы десницы, сложенные в виде букв І и Х (Иисус Христос), являются благословением именем Господним. Распространено также троепёрстное сложение десницы как благословение именем Святой Троицы. С таким жестом изображаются святители (святые епископы, митрополиты, патриархи), преподобные и праведные, имеющие священный сан.
Композиция икон на тему Страшного суда может включать в себя изображение праведных душ в виде детей, заключённых в деснице Бога.
Десница как символ Бога изображается на многих гербах.
В православии и католицизме десницы святых почитаются в качестве реликвий. Одна из них — десница Иоанна Крестителя.

## В искусстве

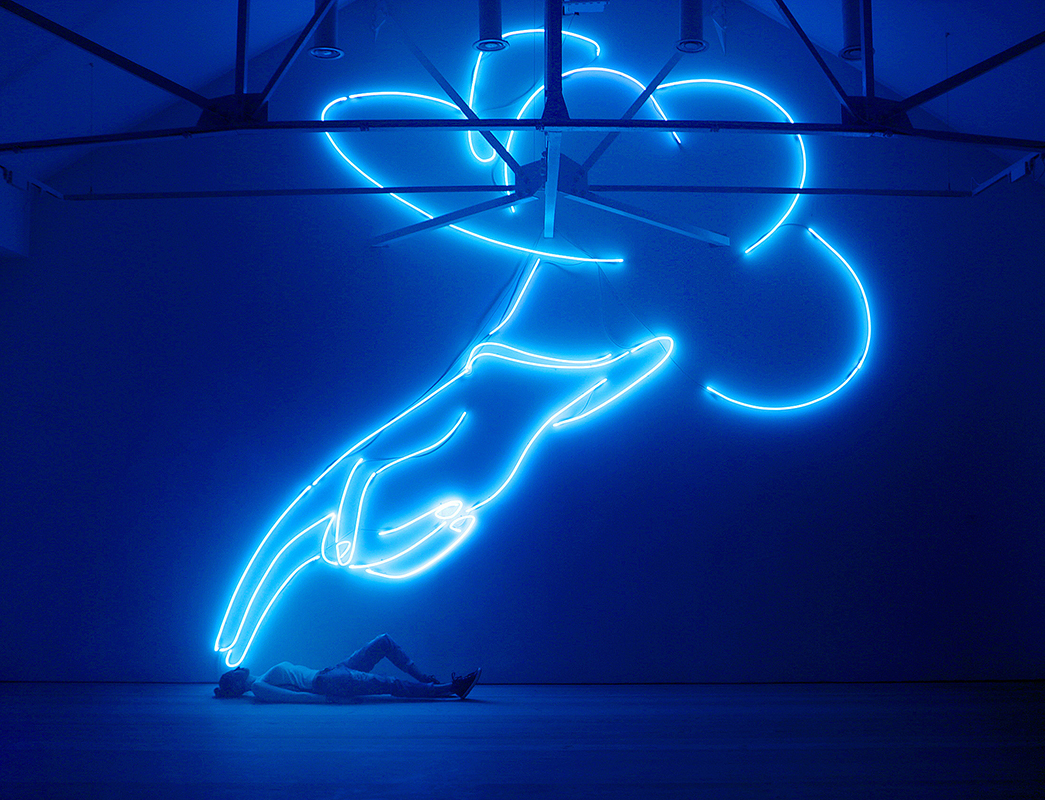
Степан Рябченко, «Рука благословляющая», 500 х 500 см, неон (2012—2013)

- «Десница судьбы» — рассказ Роберта И. Говарда, написанный в 1928 году.
- «Десница великого мастера» — роман К. С. Гамсахурдия, написанный в 1939 году.
- «Карающая десница» — рассказ Элизабет Джейн Говард, написанный в 1975 году.
- «Десница великого мастера» — опера Ш. М. Мшвелидзе, написанная в 1961 году.
- «Десница великого мастера» — художественный фильм В. Таблиашвили и Д. Абашидзе, снятый в 1969 году.
- «Десница короля» — должность в мире «Песни Льда и Огня».
- «Десница Божья» — американский драматический телесериал 2015—2017 годов.
- «Рука благословляющая» — неоновая инсталляция украинского художника Степана Рябченко, созданная в 2012—2013 годах[10][11]